# Ustou
Ustou é uma comuna francesa na região administrativa de Occitânia, no departamento de Ariège. Estende-se por uma área de 98,34 km². Em 2010 a comuna tinha 296 habitantes (densidade: 3 hab./km²).